# Circo de Gredos

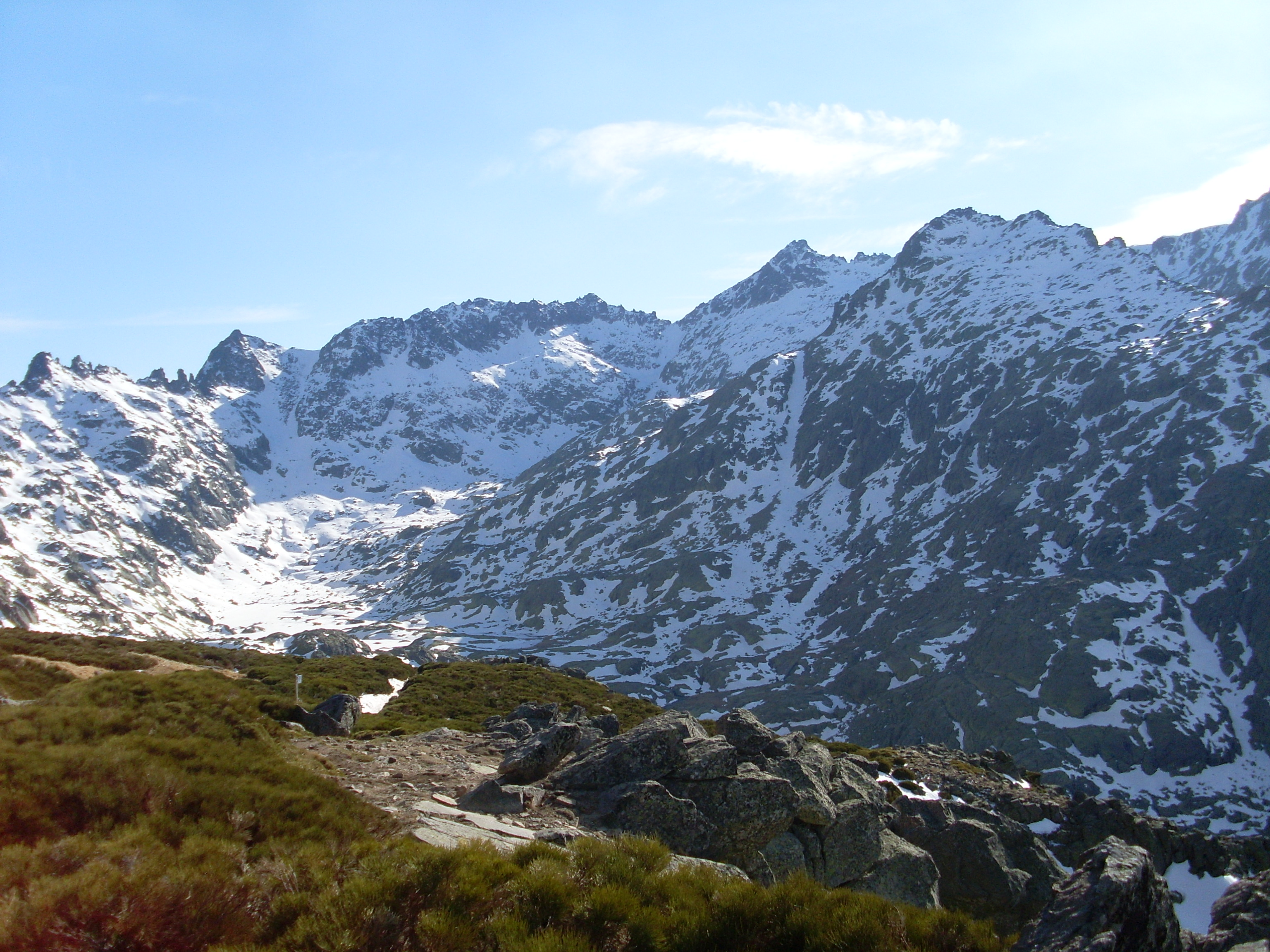
Uitzicht op het Circo de Gredos in de lente.

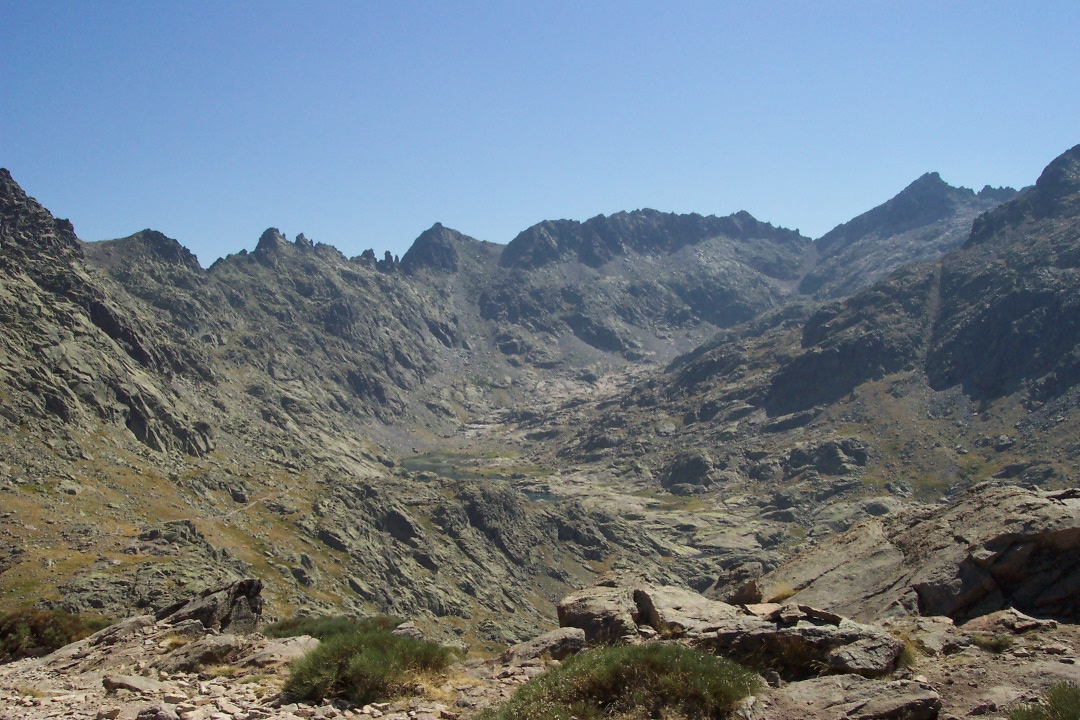
Uitzicht op het Circo de Gredos in de zomer.

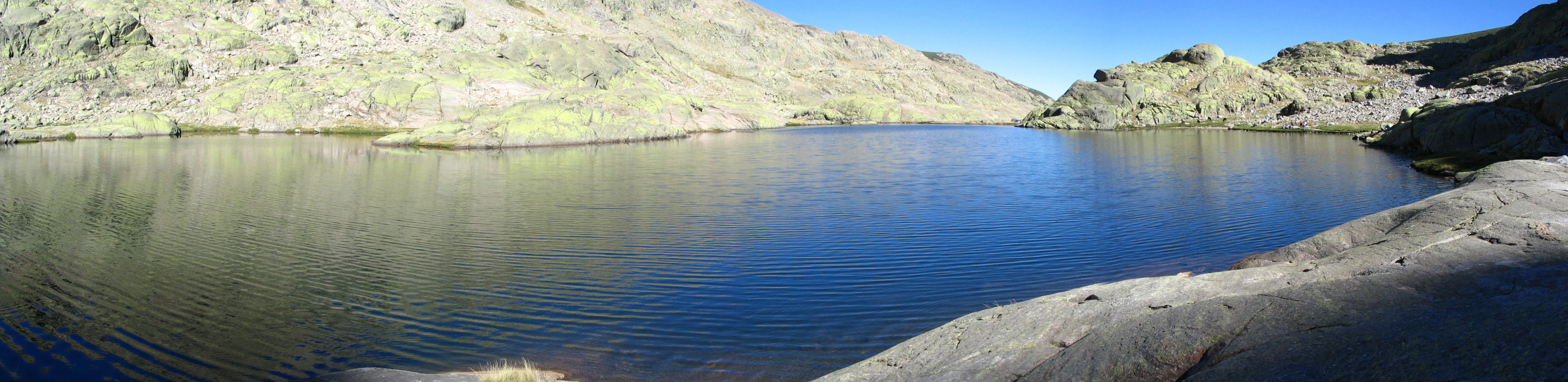
Laguna Grande de Gredos.

De Circo de Gredos is een keteldal (cirque) ontstaan door een gletsjer in het centrum van de noordelijk flanken van Sierra de Gredos (het hoofdgebergte van het Castiliaans Scheidingsgebergte in centraal Spanje). Het is een van de belangrijkste gebieden in het Parque Regional de la Sierra de Gredos.
Het is het meest significante keteldal van de Sierra de Gredos en het hele Castiliaans Scheidingsgebergte. Het gebied is ongeveer 33 hectare groot. Op de oostelijke rand van de cirque ligt de top van de Pico Almanzor, met 2592 meter de hoogste van de keten. Op de noordoostelijke rand, de bodem van het keteldal, ligt de Laguna Grande de Gredos op een hoogte van 1940 meter. Naast dit meer ligt de berghut Elola, veel bezocht door bergbeklimmers die de Pico Almanzor willen beklimmen. De cirque ligt in het stroomgebied van de rivier Tormes, een zijrivier van de rivier Duero.
Er is een drukke route naar dit keteldal waar veel toeristen en bergbeklimmers overheen gaan, vooral in de zomer. Dit pad begint bij het parkeerterrein dat bekendstaat als het Plataforma de Gredos op 1770 meter hoogte. De goed aangegeven route gaat vanaf hier richting het zuidwesten en gaat dan via een grasachtige helling naar de Barrerones (2210 meter). Vanaf hier gaat het pad zuidwaarts tot het de Laguna Grande (groot meer) de Gredos bereikt en het park Elola.